# Callithea leprieurii
Callithea leprieurii är en fjärilsart som beskrevs av Joachim Francois Philiberto de Feisthamel 1835. Callithea leprieurii ingår i släktet Callithea och familjen praktfjärilar. Inga underarter finns listade i Catalogue of Life.